# Queimados
Queimados är en stad och kommun i Brasilien och ligger i delstaten Rio de Janeiro. Kommunen ingår i Rio de Janeiros storstadsområde och hade år 2014 cirka 143 000 invånare.